# Seliște, Nisporeni
Seliște este satul de reședință al comunei cu același nume  din raionul Nisporeni, Republica Moldova.

## Geografie
La 1 km de sat, este amplasată fractura tectonică Seliște, arie protejată din categoria monumentelor naturii de tip geologic sau paleontologic.

## Istorie
Satul Seliște a fost menționat documentar în anul 1420 în cartea domnească de la Alexandru cel Bun, cu numele de seliștea lui Tigomir:
„Din mila lui Dumnezeu, noi, Alexandru voievod, domn al Țării Moldovei. Facem cunoscut, cu această carte a noastră, tuturor celor care o vor vedea sau o vor auzi citindu-se, că această adevărată slugă a noastră și credincios boier, pan Oană vornic, a slujit mai înainte sfântrăposaților noștri înaintași cu dreapta și credincioasa slujbă, iar astăzi ne slujește nouă cu dreapta și credincioasa slujbă. De aceea, noi, văzând dreapta și credincioasa lui slujbă către noi, l-am miluit cu deosebita noastră milă și i-am dat în țara noastră, în Moldova, satele anume Corneștii, și Miclăușeni, și Lozova, și Săcărenii, și Vornicenii, și Dumeștii și Țigăneștii și Lavreștii și Sadova și Homicești. ...

Iar hotarul acestor sate care sunt la Bucovăț, să fie începând de la mănăstirea lui Vărzar, pe deasupra prisăcii lui Acibco, pe vârful Horodiștei, la vârful Lozovei, la podul lui Girlanici, de la Fântâna Mică până la Fântâna Mare, iar dela Fântâna Mare, pe deasupra, la poiana Târnaucăi, de la poiana lui Chiprian, cu moara de pe Bâc, din Lunca cea Mică, și către Poroseci, și de la Poroseci la gura Pitușcăi, la seliștea lui Tigomir, iar de la seliștea lui Tigomir, pe deasupra Homiceștilor și pe deasupra Sadovei, și de la obârșia Sadovei la gura Conelii, iar de la gura Conelii, pe deasupra, la mănăstirea lui Vărzar. Și în acest hotar să-și întemeieze prisăci, câte va putea să întemeieze. Și îi întărim hotarele vechi, pe unde au folosit din veac.

...

Iar pentru mai mare întărire a tuturor celor mai sus-scrise, am poruncit slugii noastre credincioase, pan Isaia logofăt, să scrie și să atârne pecetea noastră la această carte a noastră.

La Suceava, în anul 6928 <1420> aprilie 25.”